# Юньси (Шиянь)
Юньси́ (кит. упр. 郧西, пиньинь Yúnxī) — уезд городского округа Шиянь провинции Хубэй (КНР).

## История
Во времена империи Мин в 1375 году был создан уезд Шанцзинь (上津县). В 1476 году из смежных территорий уездов Юньсянь и Шанцзинь был образован уезд Юньси. После маньчжурского завоевания и присоединения этих земель к империи Цин уезд Шанцзинь был в 1659 году присоединён к уезду Юньси.
В 1949 году был образован Специальный район Лянъюнь (两郧专区) провинции Шэньси, и уезд вошёл в его состав. В 1950 году Специальный район Лянъюнь был передан из провинции Шэньси в провинцию Хубэй, где получил название Специальный район Юньян (郧阳专区). В 1952 году Специальный район Юньян был присоединён к Специальному району Сянъян (襄阳专区).
В 1965 году Специальный район Юньян был воссоздан. В 1970 году Специальный район Юньян был переименован в Округ Юньян (郧阳地区).
В 1994 году решением Госсовета КНР город Шиянь и округ Юньян были объединены в городской округ Шиянь.

## Административное деление
Уезд делится на 9 посёлков, 6 волостей и 1 национальную волость.